# Virgin New Adventures
A Virgin New Adventures (röviden VNA, NA sorozat, NAs) (magyarul: Virgin Új Kalandjai (röviden: VÚJ)) a Doctor Who könyvsorozat, amit a tévésorozat pótlása miatt indítottak (a tévésorozatot sajnos alacsony költségvetés, és nézettség miatt kénytelenek voltak felfüggeszteni). A hetedik Doktor kalandjait folytatja a Survival végétől kezdve.
A könyvsorozatot 1991 és 1997 között adták ki. Mindegyik kötet főszereplője a hetedik Doktor, kivéve az utolsó kötetet (itt a nyolcadik Doktor a főhős). Amióta a BBC átvette a könyvek kiadását, azóta a könyvsorozatban kitalált új hősnőjéről Bernice Summerfield szólnak a könyvek, s a Doktor már itt nem jelent meg.
A könyvsorozatból magyarul csak egy könyvet adtak ki (Az idő fogságában).

## Könyvek listája

### Doctor Who
A listán így szerepelnek a címek (a szám után):
- Először a könyv címe,
- (zárójelben az útitárs (vagy ~nő) neve),
- majd a szerző neve,
- végül, a kiadás hónapja.

Könyvek listája:
1. Timewyrm: Genesys (Ace) írta John Peel (1991. június)
2. Timewyrm: Exodus (Ace) írta Terrance Dicks (1991. augusztus)
3. Timewyrm: Apocalypse (Ace) írta Nigel Robinson (1991. október)
4. Timewyrm: Revelation (Ace) írta Paul Cornell (1992. december)
5. Cat's Cradle: Warhead (Ace) írta Andrew Cartmel (1992. április)
6. Cat's Cradle: Witch Mark (Ace) írta Andrew Hunt (1992. június)
7. Nightshade (Ace) írta Mark Gatiss (1992. augusztus)
8. Love and War (Ace és Bernice) írta Paul Cornell (1992. október)
9. Transit (Bernice, Kadiatu Lethbridge-Stewart) írta Ben Aaronovitch (1992. december)
10. The Highest Science (Bernice) írta Gareth Roberts (1993. február)
11. The Pit (Bernice) írta Neil Penswick (1993. március)
12. Deceit (Ace, Bernice) írta Peter Darvill-Evans (1993. április)
13. Lucifer Rising (Ace, Bernice) írta Jim Mortimore & Andy Lane (1993. május)
14. White Darkness (Ace, Bernice) írta David A. McIntee (1993. június)
15. Shadowmind (Ace, Bernice) írta Christopher Bulis (1993. július)
16. Birthright (Ace, Bernice) írta Nigel Robinson (1993. augusztus)
17. Iceberg (Ruby) írta David Banks (1993. szeptember)
18. Blood Heat (Ace, Bernice) írta Jim Mortimore (1993. október)
19. The Dimension Riders (Ace, Bernice) írta Daniel Blythe (1993. november)
20. The Left-Handed Hummingbird (Ace, Bernice) írta Kate Orman (1993. december)
21. Conundrum (Ace, Bernice) írta Steve Lyons (1994. január)
22. No Future (Ace, Bernice) írta Paul Cornell (1994. február)
23. Tragedy Day (Ace, Bernice) írta Gareth Roberts (1994. március)
24. Legacy (Ace, Bernice) írta Gary Russell (1994. április)
25. Theatre of War (Ace, Bernice) írta Justin Richards (1994. május)
26. All-Consuming Fire (Ace, Bernice) írta Andy Lane (1994. június)
27. Blood Harvest (Ace, Bernice, Romana) írta Terrance Dicks (1994. július)
28. Strange England (Ace, Bernice) írta Simon Messingham (1994. augusztus)
29. First Frontier (Ace, Bernice) írta David A. McIntee (1994. szeptember)
30. St Anthony's Fire (Ace, Bernice) írta Mark Gatiss (1994. október)
31. Falls the Shadow (Ace, Bernice) írta Daniel O'Mahony (1994. november)
32. Parasite (Ace, Bernice) írta Jim Mortimore (1994. december)
33. Warlock (Ace, Bernice) írta Andrew Cartmel (1995. január)
34. Set Piece (Ace, Bernice, Kadiatu) írta Kate Orman (1995. február)
35. Infinite Requiem (Bernice) írta Daniel Blythe (1995. március)
36. Sanctuary (Bernice) írta David A. McIntee (1995. április)
37. Human Nature (Bernice) írta Paul Cornell (1995. május)
38. Original Sin (Bernice, Chris, Roz) írta Andy Lane (1995. június)
39. Sky Pirates! (Bernice, Chris, Roz) írta Dave Stone (1995. július)
40. Zamper (Bernice, Chris, Roz) írta Gareth Roberts (1995. augusztus)
41. Toy Soldiers (Bernice, Chris, Roz) írta Paul Leonard (1995. szeptember)
42. Head Games (Bernice, Chris, Roz, Mel, Ace) írta Steve Lyons (1995. október)
43. The Also People (Bernice, Chris, Roz, Kadiatu) írta Ben Aaronovitch (1995. november)
44. Shakedown (Bernice, Chris, Roz) írta Terrance Dicks (1995. december)
45. Just War (Bernice, Chris, Roz) írta Lance Parkin (1996. január)
46. Warchild (Bernice, Chris, Roz) írta Andrew Cartmel (1996. február)
47. SLEEPY (Bernice, Chris, Roz) írta Kate Orman (1996. március)
48. Death and Diplomacy (Bernice, Chris, Roz, Jason Kane) írta Dave Stone (1996. április)
49. Happy Endings (Bernice, Chris, Roz, Jason, Ace, Brigadier Lethbridge-Stewart, Romana II, Kadiatu, Braxiatel, Ruby) írta Paul Cornell (1996. május)
50. GodEngine (Chris, Roz) írta Craig Hinton (1996. június)
51. Christmas on a Rational Planet (Chris, Roz) írta Lawrence Miles (1996. július)
52. Return of the Living Dad (Chris, Roz, Bernice, Jason) írta Kate Orman (1996. augusztus)
53. The Death of Art (Chris, Roz, Ace) írta Simon Bucher-Jones (1996. szeptember)
54. Damaged Goods (Chris, Roz) írta Russell T Davies (1996. október)
55. So Vile a Sin (Chris, Roz, Bernice, Jason, Kadiatu) írta Ben Aaronovitch és Kate Orman (1997. május)
56. Bad Therapy (Chris, Peri) írta Matthew Jones (1996. december)
57. Eternity Weeps (Chris, Bernice, Jason, Liz Shaw) írta Jim Mortimore (1997. január)
58. The Room With No Doors (Chris) írta Kate Orman (1997. február)
59. Lungbarrow (Chris, Romana, Ace, Leela, K-9) írta Marc Platt (1997. március)
60. The Dying Days (Bernice, és a dandártábornok) írta Lance Parkin (1997. április)

### Bernice Summerfield
A listán így szerepelnek a címek (a szám után):
- Először a könyv címe,
- (majd a kiadás hónapja),
- végül, szerző neve.

Könyvek listája:
1. Oh No It Isn't! (1997. május) írta Paul Cornell
2. Dragons' Wrath (1997. június) írta Justin Richards
3. Beyond the Sun (1997. július) írta Matthew Jones
4. Ship of Fools (1997. augusztus) írta Dave Stone
5. Down (1997. szeptember) írta Lawrence Miles
6. Deadfall (1997. október) írta Gary Russell
7. Ghost Devices (1997. november) írta Simon Bucher-Jones
8. Mean Streets (1997. december) írta Terrance Dicks
9. Tempest (1998. január) írta Christopher Bulis
10. Walking to Babylon (1998. február) írta Kate Orman
11. Oblivion (1998. március) írta Dave Stone
12. The Medusa Effect (1998. április) írta Justin Richards
13. Dry Pilgrimage (1998. május) írta Paul Leonard és Nick Walters
14. The Sword of Forever (1998. június) írta Jim Mortimore
15. Another Girl, Another Planet (1998. augusztus) írta Martin Day és Len Beech
16. Beige Planet Mars (1998. október) írta Lance Parkin és Mark Clapham
17. Where Angels Fear (1998. december) írta Rebecca Levene and Simon Winstone
18. The Mary-Sue Extrusion (1999. február) írta Dave Stone
19. Dead Romance (1999. március) írta Lawrence Miles
20. Tears of the Oracle (1999. június) írta Justin Richards
21. Return to the Fractured Planet (1999. augusztus) írta Dave Stone
22. The Joy Device (1999. október) írta Justin Richards
23. Twilight of the Gods (1999. december) írta Mark Clapham and Jon de Burgh Miller

## Fordítás
- Ez a szócikk részben vagy egészben  a   Virgin_New_Adventures című angol Wikipédia-szócikk fordításán alapul.  Az eredeti cikk szerkesztőit annak laptörténete sorolja fel. Ez a jelzés csupán a megfogalmazás eredetét és a szerzői jogokat jelzi, nem szolgál a cikkben szereplő információk forrásmegjelöléseként.